# The System Has Failed
The System Has Failed je desáté studiové album americké heavymetalové skupiny Megadeth, vydané v září 2004 jako její druhé a poslední album vydané společností Sanctuary Records. Jde o první studiové album skupiny, na kterém nehraje baskytarista David Ellefson; v době nahrávání alba byl v kapele pouze jeden člen, a to její frontman Dave Mustaine.

## Seznam skladeb
Všechny skladby napsal Dave Mustaine.
| Pořadí | Název                  | Délka |
| ------ | ---------------------- | ----- |
| 1.     | Blackmail the Universe | 4:33  |
| 2.     | Die Dead Enough        | 4:18  |
| 3.     | Kick the Chair         | 3:57  |
| 4.     | The Scorpion           | 5:59  |
| 5.     | Tears in a Vial        | 5:22  |
| 6.     | I Know Jack            | 0:40  |
| 7.     | Back in the Day        | 3:28  |
| 8.     | Something That I'm Not | 5:07  |
| 9.     | Truth Be Told          | 5:40  |
| 10.    | Of Mice and Men        | 4:05  |
| 11.    | Shadow of Deth         | 2:15  |
| 12.    | My Kingdom             | 3:04  |

## Obsazení
- Dave Mustaine – kytara, zpěv
- Chris Poland – kytara
- Jimmie Lee Sloas – baskytara
- Vinnie Colaiuta – bicí
- Tim Akers – klávesy
- Darien Bennett – hlas
- Eric Darken – perkuse
- Michael Davis – zvukové efekty
- Lance Dean – zpěv
- Scott Harrison – zpěv
- Charlie Judge – klávesy
- Celeste Amber Montague – hlas
- Justis Mustaine – hlas
- Ralph Patlan – hlas
- Chris Rodriguez – zpěv
- Robert Venable – zpěv
- Jonathan Yudkin – banjo